# Darcy Tucker
Pour les articles homonymes, voir Tucker.
Darcy Tucker (né le 15 mars 1975 à Castor dans la province de l'Alberta au Canada) est un joueur de hockey sur glace professionnel canadien. Il a évolué dans la Ligue nationale de hockey (LNH) .

## Carrière de joueur
En 1991, il commence sa carrière avec les Blazers de Kamloops de la Ligue de hockey de l'Ouest. En 1993, il est choisi en 6e ronde, en 151e position lors du repêchage d'entrée dans la Ligue nationale de hockey par les Canadiens de Montréal. En 1995, il débute dans la LNH avec les Canadiens après avoir fait ses débuts en professionnels avec les Canadiens de Frédéricton en Ligue américaine de hockey. Le 1er juillet 2008 il signe un contrat de deux ans avec l'Avalanche du Colorado pour 4,5 millions de dollars. Le 1er octobre 2010, il met un terme à sa carrière de joueur de hockey professionnel après 14 saisons dans la LNH et se concentre à devenir un agent de joueur accrédité.

## Statistiques
| Saison     | Équipe                      | Ligue          |     | Saison régulière | Saison régulière | Saison régulière | Saison régulière | Saison régulière |    | Séries éliminatoires | Séries éliminatoires | Séries éliminatoires | Séries éliminatoires | Séries éliminatoires |
| Saison     | Équipe                      | Ligue          | PJ  | B                | A                | Pts              | Pun              | PJ               | B  | A                    | Pts                  | Pun                  |                      |                      |
| 1990-1991  | Optimist Chiefs de Red Deer | AMHL           | 47  | 70               | 90               | 160              | 48               | -                | -  | -                    | -                    | -                    |                      |                      |
| 1991-1992  | Blazers de Kamloops         | LHOu           | 26  | 3                | 10               | 13               | 42               | 9                | 0  | 1                    | 1                    | 16                   |                      |                      |
| 1992       | Blazers de Kamloops         | Coupe Memorial | -   | -                | -                | -                | -                | 3                | 0  | 0                    | 0                    | 0                    |                      |                      |
| 1992-1993  | Blazers de Kamloops         | LHOu           | 67  | 31               | 58               | 89               | 155              | 13               | 7  | 6                    | 13                   | 34                   |                      |                      |
| 1993-1994  | Blazers de Kamloops         | LHOu           | 66  | 52               | 88               | 140              | 143              | 19               | 9  | 18                   | 27                   | 43                   |                      |                      |
| 1994       | Blazers de Kamloops         | Coupe Memorial | -   | -                | -                | -                | -                | 4                | 6  | 3                    | 9                    | 6                    |                      |                      |
| 1994-1995  | Blazers de Kamloops         | LHOu           | 64  | 64               | 73               | 137              | 94               | 21               | 16 | 15                   | 31                   | 19                   |                      |                      |
| 1995       | Blazers de Kamloops         | Coupe Memorial | -   | -                | -                | -                | -                | 4                | 2  | 4                    | 6                    | 4                    |                      |                      |
| 1995-1996  | Canadiens de Fredericton    | LAH            | 74  | 29               | 64               | 93               | 174              | 7                | 7  | 3                    | 10                   | 14                   |                      |                      |
| 1995-1996  | Canadiens de Montréal       | LNH            | 3   | 0                | 0                | 0                | 0                | -                | -  | -                    | -                    | -                    |                      |                      |
| 1996-1997  | Canadiens de Montréal       | LNH            | 73  | 7                | 13               | 20               | 110              | 4                | 0  | 0                    | 0                    | 0                    |                      |                      |
| 1997-1998  | Canadiens de Montréal       | LNH            | 39  | 1                | 5                | 6                | 57               | -                | -  | -                    | -                    | -                    |                      |                      |
| 1997-1998  | Lightning de Tampa Bay      | LNH            | 35  | 6                | 8                | 14               | 89               | -                | -  | -                    | -                    | -                    |                      |                      |
| 1998-1999  | Lightning de Tampa Bay      | LNH            | 82  | 21               | 22               | 43               | 176              | -                | -  | -                    | -                    | -                    |                      |                      |
| 1999-2000  | Lightning de Tampa Bay      | LNH            | 50  | 14               | 20               | 34               | 108              | -                | -  | -                    | -                    | -                    |                      |                      |
| 1999-2000  | Maple Leafs de Toronto      | LNH            | 27  | 7                | 10               | 17               | 55               | 12               | 4  | 2                    | 6                    | 15                   |                      |                      |
| 2000-2001  | Maple Leafs de Toronto      | LNH            | 82  | 16               | 21               | 37               | 141              | 11               | 0  | 2                    | 2                    | 6                    |                      |                      |
| 2001-2002  | Maple Leafs de Toronto      | LNH            | 77  | 24               | 35               | 59               | 92               | 17               | 4  | 4                    | 8                    | 38                   |                      |                      |
| 2002-2003  | Maple Leafs de Toronto      | LNH            | 77  | 10               | 26               | 36               | 119              | 6                | 0  | 3                    | 3                    | 6                    |                      |                      |
| 2003-2004  | Maple Leafs de Toronto      | LNH            | 64  | 21               | 11               | 32               | 68               | 12               | 2  | 0                    | 2                    | 14                   |                      |                      |
| 2005-2006  | Maple Leafs de Toronto      | LNH            | 74  | 28               | 33               | 61               | 100              | -                | -  | -                    | -                    | -                    |                      |                      |
| 2006-2007  | Maple Leafs de Toronto      | LNH            | 56  | 24               | 19               | 43               | 81               | -                | -  | -                    | -                    | -                    |                      |                      |
| 2007-2008  | Maple Leafs de Toronto      | LNH            | 74  | 18               | 16               | 34               | 100              | -                | -  | -                    | -                    | -                    |                      |                      |
| 2008-2009  | Avalanche du Colorado       | LNH            | 63  | 8                | 8                | 16               | 67               | -                | -  | -                    | -                    | -                    |                      |                      |
| 2009-2010  | Avalanche du Colorado       | LNH            | 71  | 10               | 14               | 24               | 47               | 6                | 0  | 0                    | 0                    | 2                    |                      |                      |
| Totaux LNH | Totaux LNH                  | Totaux LNH     | 947 | 215              | 261              | 476              | 1410             | 68               | 10 | 11                   | 21                   | 81                   |                      |                      |

## Trophées et honneurs personnels
- Coupe Memorial
  - 1992, 1994 et 1995 : remporte la Coupe Memorial avec les Blazers de Kamloops
  - 1994 : remporte le trophée Stafford-Smythe